# Leiomelus armiger
Leiomelus armiger är en insektsart som beskrevs av Kjell Ernst Viktor Ander 1939. Leiomelus armiger ingår i släktet Leiomelus och familjen Anostostomatidae. Inga underarter finns listade i Catalogue of Life.